# 本楯駅
本楯駅（もとたてえき）は、山形県酒田市大字本楯字通伝（つうでん）にある、東日本旅客鉄道（JR東日本）羽越本線の駅である。
羽越本線は隣の酒田駅を境に、管轄が新潟支社と秋田支社とに分かれており、酒田駅は新潟支社の管轄であるため、当駅は秋田支社管轄の羽越本線最南端となっている。

## 歴史
- 1919年（大正8年）12月5日：開業[2]。
- 1947年（昭和47年）8月15日：昭和天皇の戦後巡幸があり、お召し列車が秋田駅発 - 本楯駅着で運転[3]。
- 1971年（昭和46年）10月1日：貨物取扱を廃止[2]。
- 1981年（昭和56年）10月15日：荷物扱いを廃止[4]。無人化[5]（簡易委託化）。
- 1982年（昭和57年）：海上コンテナを改造した駅舎に改築される[6]。
- 1987年（昭和62年）4月1日：国鉄分割民営化により、JR東日本の駅となる[2]。
- 2006年（平成18年）8月：駅舎改築。
- 2010年（平成22年）4月1日：象潟駅から羽後本荘駅に管理駅が変更となる。
- 2014年（平成26年）4月1日：無人化[7]。
- 2024年（令和6年）10月1日：えきねっとQチケのサービスを開始[1][8]。

## 駅構造
単式ホーム2面2線を有する地上駅で、互いのホームは跨線橋で連絡している。
羽後本荘駅管理の無人駅である。2014年（平成26年）3月31日までは酒田市が受託する簡易委託駅で、窓口では常備券を取り扱っていた。駅舎にはかつて使われていた事務室と閉鎖された出札窓口がある。また、2006年（平成18年）の駅舎改築の際にトイレは撤去され、設置されていない。

### のりば
| 番線 | 路線      | 方向 | 行先     |
| ---- | --------- | ---- | -------- |
| 1    | ■羽越本線 | 上り | 酒田方面 |
| 2    | ■羽越本線 | 下り | 秋田方面 |

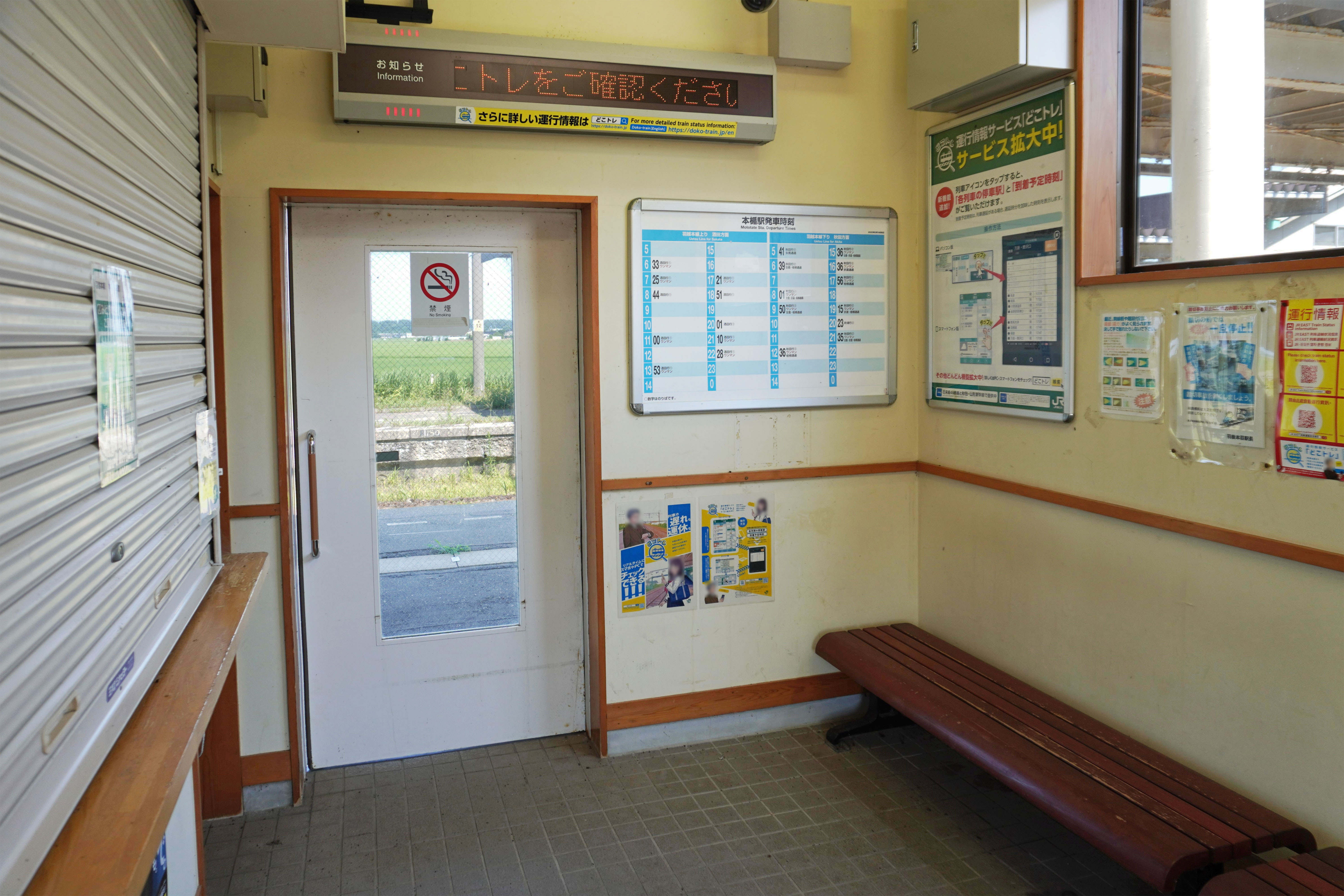
駅舎内（2023年7月）
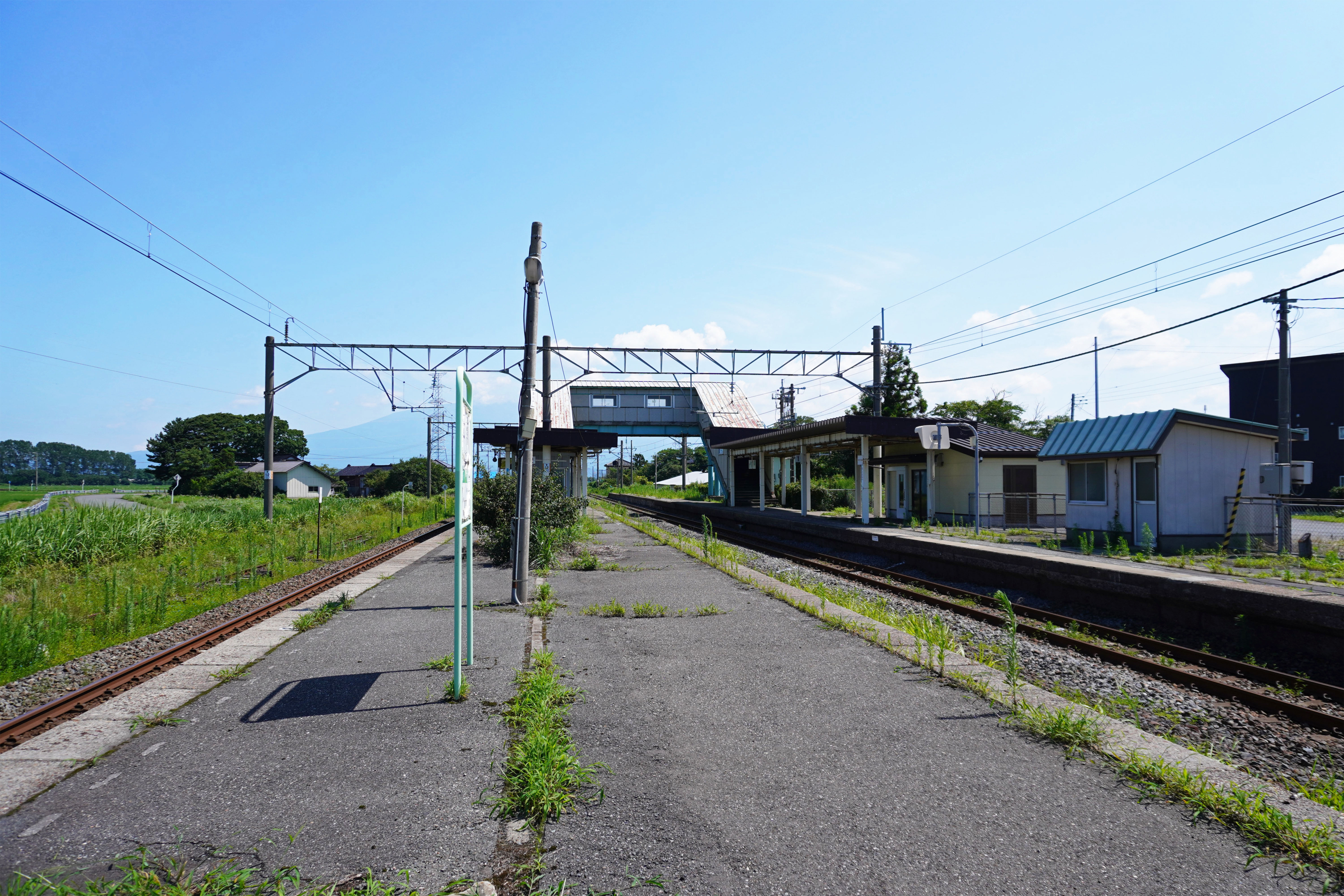
ホーム（2023年7月）

## 利用状況
JR東日本によると、2000年度（平成12年度）- 2012年度（平成24年度）の1日平均乗車人員の推移は以下のとおりであった。
| 1日平均乗車人員推移 | 1日平均乗車人員推移 | 1日平均乗車人員推移 | 1日平均乗車人員推移 | 1日平均乗車人員推移 |
| 年度                | 定期外              | 定期                | 合計                | 出典                |
| ------------------- | ------------------- | ------------------- | ------------------- | ------------------- |
| 2000年（平成12年）  |                     |                     | 68                  | [ 利用客数 1 ]      |
| 2001年（平成13年）  |                     |                     | 61                  | [ 利用客数 2 ]      |
| 2002年（平成14年）  |                     |                     | 51                  | [ 利用客数 3 ]      |
| 2003年（平成15年）  |                     |                     | 51                  | [ 利用客数 4 ]      |
| 2004年（平成16年）  |                     |                     | 56                  | [ 利用客数 5 ]      |
| 2005年（平成17年）  |                     |                     | 52                  | [ 利用客数 6 ]      |
| 2006年（平成18年）  |                     |                     | 43                  | [ 利用客数 7 ]      |
| 2007年（平成19年）  |                     |                     | 42                  | [ 利用客数 8 ]      |
| 2008年（平成20年）  |                     |                     | 45                  | [ 利用客数 9 ]      |
| 2009年（平成21年）  |                     |                     | 42                  | [ 利用客数 10 ]     |
| 2010年（平成22年）  |                     |                     | 30                  | [ 利用客数 11 ]     |
| 2011年（平成23年）  |                     |                     | 39                  | [ 利用客数 12 ]     |
| 2012年（平成24年）  | 15                  | 28                  | 44                  | [ 利用客数 13 ]     |

## 駅周辺
- JA庄内みどり酒田きた支店
- 本楯郵便局
- 山形県道206号本楯停車場線

## 隣の駅
東日本旅客鉄道（JR東日本）
■羽越本線
酒田駅 - 本楯駅 - 南鳥海駅

### 記事本文
1. 1 2 3 4 5  「駅の情報（本楯駅）：JR東日本」東日本旅客鉄道。2024年8月27日時点のオリジナルよりアーカイブ。2024年9月11日閲覧。
2. 1 2 3 4  石野哲 編『停車場変遷大事典 国鉄・JR編』 II（初版）、JTB、1998年10月1日、563頁。ISBN 978-4-533-02980-6。
3. ↑  原武史『昭和天皇御召列車全記録』新潮社、2016年9月30日、96頁。ISBN 978-4-10-320523-4。
4. ↑  「日本国有鉄道公示第89号」『官報』1981年10月14日。
5. ↑  「「通報」●羽越本線本楯駅ほか5駅の駅員無配置について（旅客局）」『鉄道公報』日本国有鉄道総裁室文書課、1981年10月14日、4面。
6. ↑  「カプセル駅舎はいかが・・・ 利用者の評判も上々 完成まで一週間 海上コンテナ改良」『交通新聞』交通協力会、1982年12月11日、2面。
7. ↑  「山形県の鉄道輸送 (PDF)」『山形県』山形県鉄道利用・整備強化促進期成同盟会、2024年6月、56頁。2025年4月8日閲覧。
8. ↑  「Suicaエリア外もチケットレスで! 東北エリアから「えきねっとQチケ」がはじまります (PDF)」（プレスリリース）、東日本旅客鉄道、2024年7月11日。2024年8月11日閲覧。
9. 1 2  「JR東日本：駅構内図・バリアフリー情報（本楯駅）」東日本旅客鉄道。2024年5月2日閲覧。

### 利用状況
1. ↑  「JR東日本：各駅の乗車人員（2000年度）」東日本旅客鉄道。2025年7月24日閲覧。
2. ↑  「JR東日本：各駅の乗車人員（2001年度）」東日本旅客鉄道。2025年7月24日閲覧。
3. ↑  「JR東日本：各駅の乗車人員（2002年度）」東日本旅客鉄道。2025年7月24日閲覧。
4. ↑  「JR東日本：各駅の乗車人員（2003年度）」東日本旅客鉄道。2025年7月24日閲覧。
5. ↑  「JR東日本：各駅の乗車人員（2004年度）」東日本旅客鉄道。2025年7月24日閲覧。
6. ↑  「JR東日本：各駅の乗車人員（2005年度）」東日本旅客鉄道。2025年7月24日閲覧。
7. ↑  「JR東日本：各駅の乗車人員（2006年度）」東日本旅客鉄道。2025年7月24日閲覧。
8. ↑  「JR東日本：各駅の乗車人員（2007年度）」東日本旅客鉄道。2025年7月24日閲覧。
9. ↑  「JR東日本：各駅の乗車人員（2008年度）」東日本旅客鉄道。2025年7月24日閲覧。
10. ↑  「JR東日本：各駅の乗車人員（2009年度）」東日本旅客鉄道。2025年7月24日閲覧。
11. ↑  「JR東日本：各駅の乗車人員（2010年度）」東日本旅客鉄道。2025年7月24日閲覧。
12. ↑  「JR東日本：各駅の乗車人員（2011年度）」東日本旅客鉄道。2025年7月24日閲覧。
13. ↑  「JR東日本：各駅の乗車人員（2012年度）」東日本旅客鉄道。2025年7月24日閲覧。